# Abtei Piona

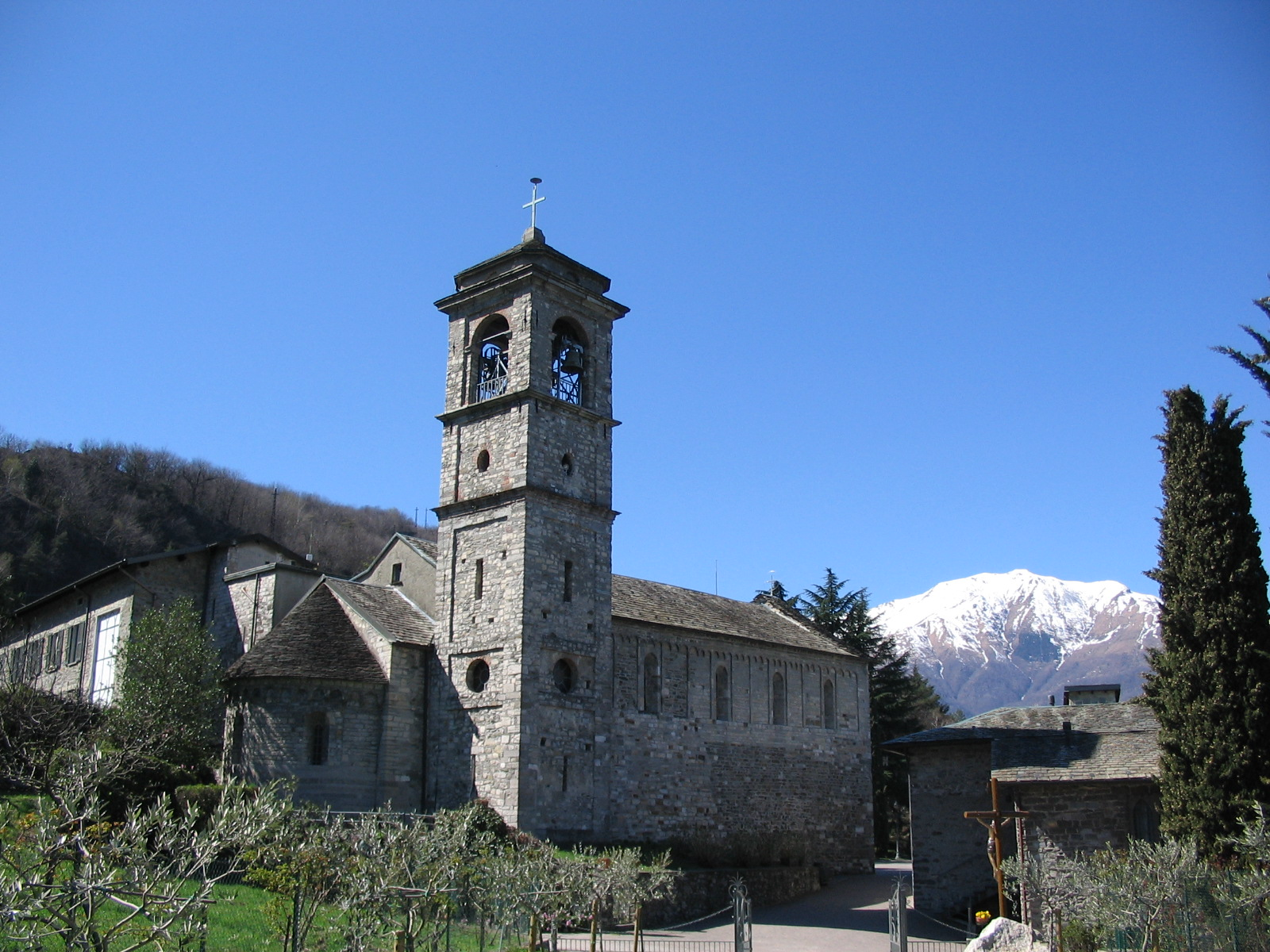
Abtei Piona (2006)

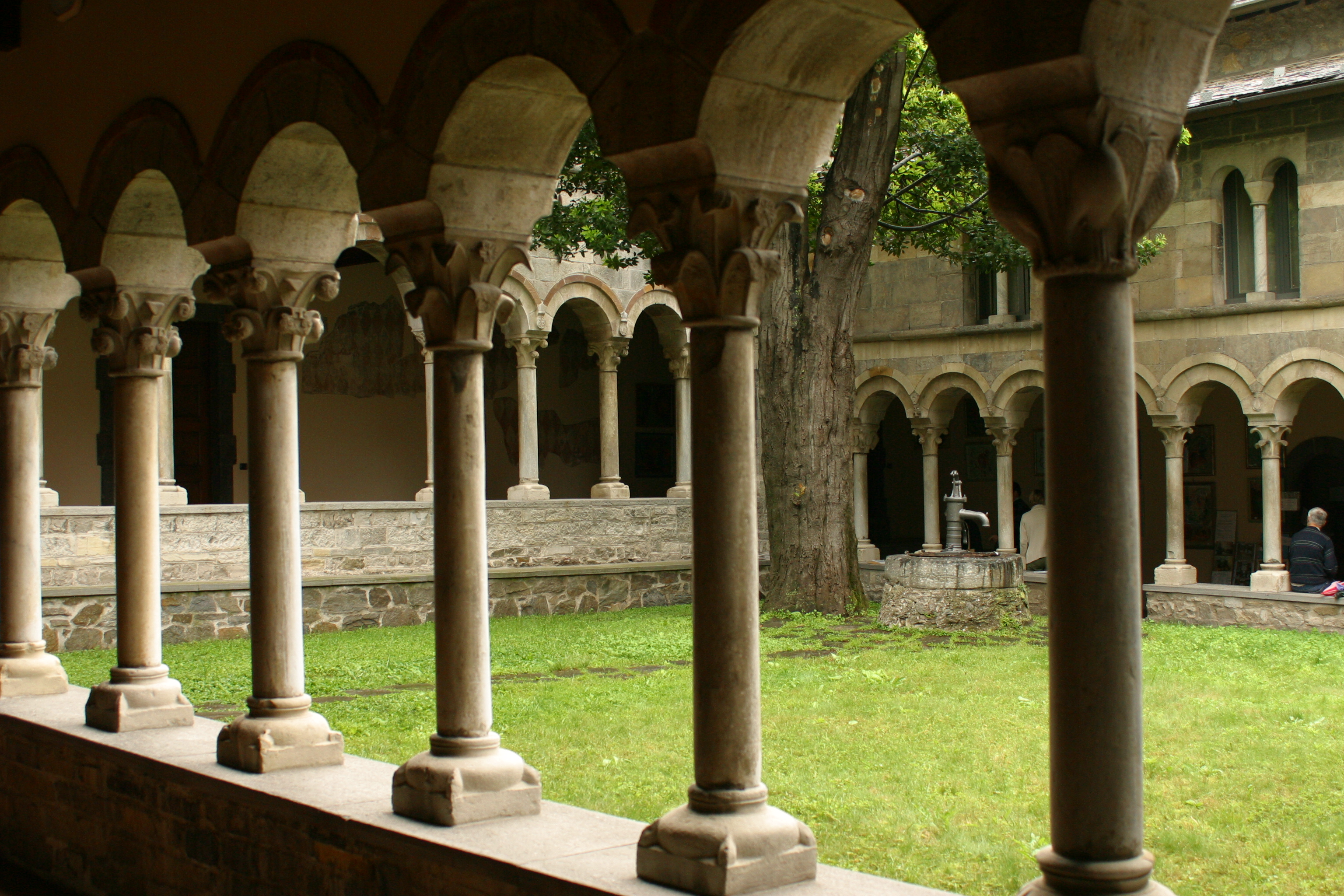
Kreuzgang des Klosters (2008)

Die Abtei Piona (ital. Abbazia di Piona; lat. Abbatia / Prioratus conventualis B.M.V. de Sancto Nicolao) war von 1138 bis 1798 ein Cluniazenserkloster und ist seit 1938 ein Kloster der Zisterzienser in Colico, Provinz Lecco, Bistum Como in Italien.

## Geschichte
Das auf einer Halbinsel im nördlichen Comer See (gegenüber Dongo) gelegene Kloster, dessen Kirche und Kreuzgang aus dem 13. Jahrhundert erhalten sind, wurde im frühen zwölften Jahrhundert durch die Cluniazensische Reform gegründet, 1488 in eine Kommende (Pfründenkloster) umgewandelt und 1798 durch die Piemontesische Republik aufgehoben. Durch die Sühnestiftung eines Unternehmers kam das Kloster 1938 in den Besitz der Zisterzienser von Kloster Casamari und wurde 1970 zum Priorat erhoben. Der Klosterführer vermutet aufgrund des Fundes einer Stele (Cippo) des Comer Bischofs Aggripinus, dass sich hier bereits im 7. Jahrhundert eine klösterliche Gemeinschaft, möglicherweise von Eremiten befand. 

## Das Kloster heute
Konventualprior der Mönchsgemeinschaft ist derzeit Pater Massimo Marianella OCist. Neben herausragenden Denkmälern und Fresken verfügt das touristisch gut erschlossene Kloster über eine reichhaltige Bibliothek. Es lebt vom Verkauf eigener Erzeugnisse. Kloster Piona gehört zur Zisterzienserkongregation von Casamari.